# سکاندار

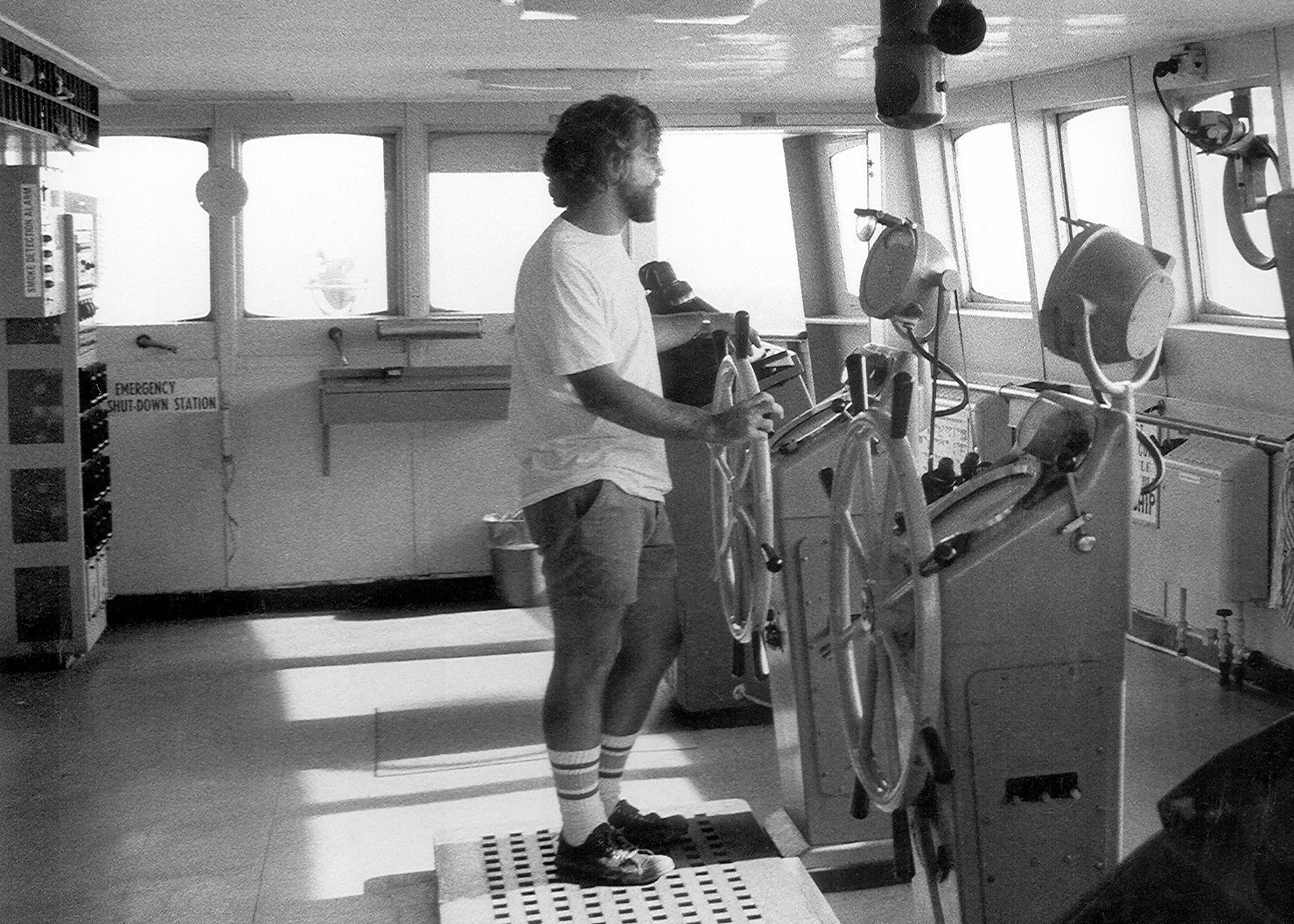
سکاندار یک کشتی ۱۹۸۳

سُکاندار (انگلیسی: Helmsman)کسی است که مسئولیت ناوبری یک کَشتی، قایق و حتی سفینه فضایی را برعهده دارد. سکاندار جهت مسیر کشتی را با چرخاندن سکان تغییر می‌دهد. سکاندار ممکن است ناخدای کشتی باشد یا کس دیگری باشد. در کشتی‌های بزرگ، دیده‌بان هم وجود دارد که تمرکز بیشتری بر روی مشاهدهٔ مسیر دارد و اطلاعات ناوبری را در اختیار سکاندار قرار می‌دهد.